# Daniel Mann
Daniel Mann (Brooklyn, Nova York, 8 d'agost de 1912 − Los Angeles, Califòrnia, 21 de novembre de 1991) va ser un director estatunidenc.

## Biografia
Daniel Mann va néixer a Brooklyn, Nova York, amb el nom de Daniel Chugerman. Va ser actor de teatre des de petit i va anar a l'Escola de Nens Professionals de la ciutat de Nova York i a la Neighborhood Playhouse. Va entrar en el cinema el 1952 com a director, mostrant poc instint per a la dinàmica visual però una oïda excel·lent per als diàlegs. La majoria de les pel·lícules de Daniel Mann van ser adaptacions del teatre (Come Back Little Sheba, Rose Tattoo, Teahouse of August Moon/La casa de te de la lluna d'agost) i de literatura (Butterfield 8, Last Angry Man).

## Filmografia
- 1952: Come Back, Little Sheba
- 1954: About Mrs. Leslie
- 1955: The Rose Tattoo
- 1955: I'll Cry Tomorrow
- 1956: The Teahouse of the August Moon
- 1958: Hot Spell
- 1959: The Last Angry Man
- 1960: The Mountain Road
- 1960: Una dona marcada (Butterfield 8)
- 1961: Ada
- 1962: Five Finger Exercise
- 1962: Trampa al meu marit (Who's got the action?)
- 1963: Who's Been Sleeping in My Bed?
- 1966: Flint, agent secret (Our Man Flint)
- 1966: Judith
- 1968: For Love of Ivy
- 1969: A Dream of Kings
- 1971: Willard
- 1972: Another Part of the Forest (TV)
- 1972: The Revengers
- 1973: Interval
- 1973: Maurie
- 1974: Lost in the Stars
- 1975: Journey Into Fear
- 1977: How the West Was Won (fulletó TV)
- 1978: Matilda
- 1980: Playing for Time (TV)
- 1981: The Day the Loving Stopped (TV)
- 1987: The Man Who Broke 1,000 Chains (TV)

## Premis i nominacions

### Premis
- 1953: Premi Internacional al Festival Internacional de Cinema de Cannes per Come Back Little Sheba

### Nominacions
- 1952: Gran Premi del Festival al Festival de Cannes per Come Back Little Sheba
- 1957: Os d'Or al Festival Internacional de Cinema de Berlín per Teahouse of August Moon
- 1956: Palma d'Or al Festival Internacional de Cinema de Cannes per I'll Cry Tomorrow